# Епископ карловачки Никифор
Никифор Стефановић (Гргуревци, 1672.- 20. априла 1750, Пакрац) српски православни архијереј у Славонији

## Биографија
Стефановић је био Сремац, родом из села Гргуреваца. Постригао се у монашки чин у манастиру Хопову на Фрушкој гори. Од јеромонаха постао је потом игуман хоповски, којем је предстојала епископска столица. Изабран је и посвећен за епископа пакрачког 1722. године, од стране митрополита Вићентија Поповића. Провео је као владика епархије пакрачке две деценије, 1722-1743. године. За време његове управе дограђено је до 1732. године јужно крило владичанског двора у Пакрацу. Остао је током живота и даље везан за манастир Хопово, у којем је био више пута ктитор манастирске цркве Св. Николе и других здања. Сачуван је драгоцен биографски запис о њему у манастирском протоколу, започетом 1753. године. Тако је дао 500 ф. за црквени кров да се изгради и покрије плехом. А 1728. године платио је да се изграде са источне стране четири калуђерске ћелије, две кухиње, подруми и доксати са свим рагастолом и опремом. 
Епископ Никифор дао је пре 1730. године монасима манастира Пакра благослов да обнове запустели манастир Свете Ане, што су они и учинили након добијања одобрења цара Карла VI Хабзбурга. Манастирску цркву је 25. јануара 1741. и осветио епископ Никифор. https://web.archive.org/web/20210526174447/https://www.zapadnisrbi.com/pravoslavlje/manastiri-i-crkve/143-manastir-sveta-ana. Архивирано из оригинала 26. 05. 2021. г. Недостаје или је празан параметар |title= (помоћ)
Поднео је почетком 1743. године оставку због старости и болести и прешао да живи у "Градиштански шанац" (Стара Градишка). Након неколико година, преселио се код свог "духовног сина" новог пакрачког владике - свог наследника, Софронија Јовановића. Архимандрит Јовановић је претходно годинама био "служитељ" (епископски помоћник) Стефановићев, док је овај столовао у Славонији. Као "преосвештени старац" остао је да живи у Пакрацу. Умро је априла 1750. године у Пакрацу, у својој 78. години, где је и сахрањен у храму Свете Тројице.